# Zampaya
Zampaya (auch: Sampaya) ist eine Ortschaft im Departamento La Paz im südamerikanischen Anden-Staat Bolivien.

## Lage im Nahraum
Zampaya ist zentraler Ort des Kanton Zampaya im Municipio Copacabana in der Provinz Manco Kapac und liegt auf einer Höhe von 4009 m auf der Yampupata-Halbinsel im Titicacasee. Die Ortschaft liegt am Nordwesthang des Yampupata-Höhenrückens, der sich mehr als 200 m über den Wasserspiegel des Sees erhebt.

## Geographie
Zampaya liegt auf dem bolivianischen Altiplano zwischen den Anden-Gebirgsketten der Cordillera Occidental im Westen und der Cordillera Central im Osten.
Die mittlere Durchschnittstemperatur der Region liegt bei 10 °C, der Jahresniederschlag beträgt etwa 600 mm. Die Region weist ein ausgeprägtes Tageszeitenklima auf, die Monatsdurchschnittstemperaturen schwanken nur unwesentlich zwischen 8 °C im Juli und 11 °C im Dezember. Die Monatsniederschläge liegen zwischen unter 10 mm in den Monaten Juni und Juli und etwa 100 mm von Dezember bis Februar.

## Verkehrsnetz
Zampaya liegt in einer Entfernung von 159 Straßenkilometern nordwestlich von La Paz, der Hauptstadt des gleichnamigen Departamentos.
Von La Paz führt die asphaltierte Nationalstraße Ruta 2 in nordwestlicher Richtung über Huarina nach San Pablo de Tiquina am Titicacasee, dort wird die See-Enge mit Booten überquert. Nach weiteren vierzig Kilometern erreicht die Ruta 2 Copacabana. Von hier aus führt eine unbefestigte Landstraße entlang der Küste in nordwestlicher Richtung, Richtung Yampupata, von der nach acht Kilometern eine Nebenstraße hangaufwärts führt und nach weiteren fünf Kilometern Zampaya erreicht.

## Bevölkerung
Die Einwohnerzahl des Ortes ist in dem Jahrzehnt zwischen den beiden letzten Volkszählungen um etwa ein Drittel angestiegen:
| Jahr | Einwohner | Quelle       |
| ---- | --------- | ------------ |
| 1992 | 639       | Volkszählung |
| 2001 | 151       | Volkszählung |
| 2012 | 203       | Volkszählung |
| 2024 |           | Volkszählung |

Die Region weist einen hohen Anteil an Aymara-Bevölkerung auf, im Municipio Copacabana sprechen 94,3 % der Bevölkerung Aymara.